# Theodor Schaefer
Theodor Schaefer (født 23. januar 1904 i Telč - død 19. marts 1969 i Brno, Tjekkiet) var en tjekkisk komponist, lærer, dirigent og professor.
Schaefer studerede komposition på Musikkonservatoriet i Brno hos Jaroslav Kvapil og afsluttede sine studier hos Vítězslav Novák i Prag. Han underviste senere i teori og komposition på Musikkonservatoriet i Brno og mange forskellige skoler i hele Tjekkiet.
Schaefer har komponeret en symfoni, orkesterværker, kammermusik, koncerter, korværker, scenemusik, sange etc.

## Udvalgte værker
- Symfoni (1961) - for stort orkester
- Klaverkoncert (1943) - for klaver og orkester
- "Lille scherzo" (1937) - for orkester
- "Diathema" (1956) - for bratsch og orkester